# جون هيكنلوبر
جون هيكنلوبر (بالإنجليزية: John Hickenlooper)‏ هو سياسي،رجل أعمال وجيولوجي عضو في الحزب الديمقراطي ولد في 7 فبراير 1952.